# Токтаров, Василий Константинович
Васи́лий Константи́нович Токта́ров (29 ноября 1911, Токтарово, Уржумский уезд, Вятская губерния, Российская империя — 9 января 2001, Йошкар-Ола, Марий Эл, Россия) — советский военный деятель. В годы Великой Отечественной войны — миномётчик, командир отделения химической защиты, командир самоходной установки 342 гвардейского тяжёлого самоходного артиллерийского полка на 2 Белорусском фронте, гвардии старший лейтенант. Кавалер 5 орденов Отечественной войны. Член ВКП(б) (1943—1955).

## Биография
Родился 29 ноября 1911 года в дер. Токтарово ныне Сернурского района Марий Эл в семье крестьян-середняков. В 1929 году окончил 9 классов в школе родной деревни. 
В 1929—1930 годах работал земледельцем, в 1930—1933 годах — председатель колхоза в родной деревне.
В 1933—1935 годах служил в РККА. В 1935—1940 годах вновь работал председателем колхоза.
В сентябре 1941 года вновь призван в Красную Армию Фрунзенским районным военкоматом Москвы. Участник Великой Отечественной войны: миномётчик, командир отделения химической защиты, в 1944 году окончил Киевское училище самоходной артиллерии, командир самоходной установки 342 гвардейского тяжёлого самоходного артиллерийского полка на 2 Белорусском фронте, гвардии старший лейтенант. Проявлял себя как выдержанный, инициативный и отважный офицер. Был тяжело ранен. В 1943 году вступил в ВКП(б). Демобилизовался из армии в августе 1946 года.
В 1947 году приехал в Йошкар-Олу: работник разных учреждений, в том числе — столяр на Марийском машиностроительном заводе. В 1955 году был исключён из рядов КПСС.
За мужество и героизм награждён орденами Отечественной войны I (дважды) и II степени (трижды) и медалями, в том числе медалями «За оборону Москвы» и «За взятие Кёнигсберга».
Скончался 9 января 2001 года в Йошкар-Оле, похоронен там же.

## Награды
- Орден Отечественной войны I степени (28.02.1945, 16.05.1945)[3][4][5]
- Орден Отечественной войны II степени (13.07.1944, 13.12.1944, 06.04.1985)[3][6][7]
- Медаль «За оборону Москвы»[3][4][5]
- Медаль «За победу над Германией в Великой Отечественной войне 1941—1945 гг.»[3][4][5]
- Медаль «За взятие Кёнигсберга»[3][4][5]
- Медаль «За доблестный труд. В ознаменование 100-летия со дня рождения Владимира Ильича Ленина»